# Enrique Prochazka
Pour les articles homonymes, voir Procházka.
Enrique Prochazka, né à Lima en 1960, est un écrivain péruvien.

## Biographie
Il a étudié philosophie et anthropologie à l'Pontificale Université Catholique du Pérou et architecture à l'Université Ricardo Palma. Il est photographe et montagniste.

## Œuvres
- Un único desierto, Lima, Editorial Australis, 1997. Barcelone, Seix Barral, 2017;
- Casa, Lima, Lluvia Editores, 2004. Madrid, 451 Editores, 2007;
- Cuarenta sílabas, catorce palabras, Lima, Grupo Editorial Huaca Prieta/ Lluvia Editores, 2005;
- Test de Turing, Lima, Lluvia Editores, 2005;

### Œuvre publiée dans des anthologies
- 17 fantásticos cuentos peruanos (17 fantastiques récits péruviens), sélection de Gabriel Rimachi et Carlos Sotomayor, Lima, Editorial Casatomada, 2008[1];

### Traductions françaises
- « La Courte Mer », traduction de Serge Mestre, dans Les Bonnes Nouvelles de l'Amérique Latine, Gallimard, « Du monde entier », 2010  (ISBN 978-2-07-012942-3)